# جک برنز
جک برنز (انگلیسی: Jack Burns؛ زادهٔ ۱۵ نوامبر ۱۹۳۳ – درگذشته ۲۶ ژانویه ۲۰۲۰) یک هنرپیشه، تهیه‌کننده تلویزیونی، نویسنده، کمدین، فیلم‌نامه‌نویس و صداپیشه اهل ایالات متحده آمریکا بود.
از فیلم‌ها یا مجموعه‌های تلویزیونی که وی در آن‌ها نقش داشته‌است می‌توان به خانواده پارتریج و یاکو و واکو اشاره نمود.